# Sciurus anomalus
Lo scoiattolo del Caucaso (Sciurus anomalus Gmelin, 1778) è una specie di scoiattolo arboricolo del genere Sciurus originario del Medio Oriente.

## Tassonomia
Attualmente, gli studiosi riconoscono tre sottospecie di scoiattolo del Caucaso:
- S. a. anomalus Gmelin, 1778 (Georgia);
- S. a. pallescens Gray, 1867 (Iran e Turchia);
- S. a. syriacus Ehrenberg, 1828 (Libano, Siria e Armenia).

## Descrizione
Lo scoiattolo del Caucaso presenta una lunghezza testa-corpo di 19-25,5 cm e una coda di 12-18 cm; pesa 330-430 g. Le orecchie superano la sommità del capo, ma sono prive di ciuffetti auricolari. La pelliccia è di colore grigio sulla regione superiore, ma diviene molto più scura sulla regione posteriore. Lungo i fianchi corre una fascia rossastra più o meno evidente. La regione ventrale è di colore marrone-giallastro chiaro. La coda è rossastra. Le zampe anteriori sono lunghe e sottili. Possiede 20 denti, e manca del terzo premolare.

## Distribuzione e habitat
Lo scoiattolo del Caucaso vive nell'estremità sud-orientale dell'Europa e nell'Asia sud-occidentale. Nella regione mediterranea si incontra in Turchia (dove è stato introdotto nell'area attorno a Istanbul nel 1964), sulle isole di Lesbo (Grecia) e Gökçeada (Turchia), Siria, Libano, Israele, Palestina e Giordania. È presente anche nella Transcaucasia (Armenia, Azerbaigian e Georgia), nelle regioni settentrionali e occidentali dell'Iran e nell'Iraq. La maggior parte della popolazione, tuttavia, occupa la porzione asiatica della Turchia. Si incontra dal livello del mare fino a 2000 m di quota.
Vive nei boschi di querce caducifoglie, nelle foreste di pini e ginepri e nelle associazioni miste di olivi, pini e arbusti vari; in linea di massima, è presente nelle aree in cui le precipitazioni annue superano i 500 mm.

## Biologia
Lo scoiattolo del Caucaso è diurno ed è maggiormente attivo la mattina e nel tardo pomeriggio. Spesso si può incontrare sul terreno, preferibilmente su suoli rocciosi. Tuttavia, quando si sente minacciato, cerca protezione rifugiandosi sugli alberi, e solo raramente infilandosi tra le fessure della roccia. Il nido viene costruito nella cavità di un albero a 3-5 m dal suolo. Si nutre di ghiande, noci, pinoli, germogli, bacche e funghi. Immagazzina scorte alimentari per l'inverno.

## Conservazione
Seppur minacciato in alcune zone dalla deforestazione e dalla caccia, lo scoiattolo del Caucaso è ancora molto diffuso e la IUCN lo inserisce tra le specie a rischio minimo.